# Condensato di Bose-Einstein

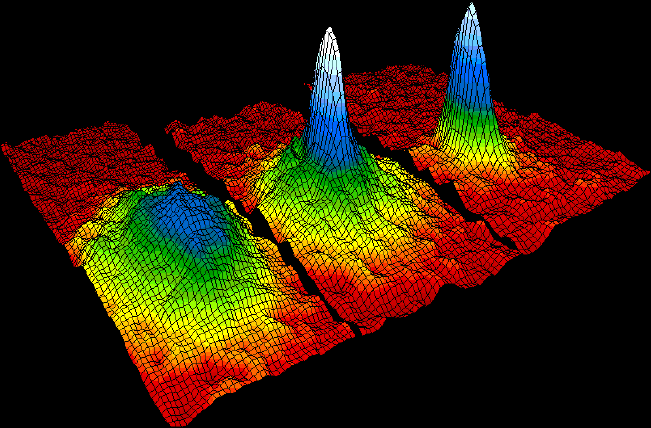
La distribuzione di velocità conferma la scoperta di un nuovo stato della materia, il condensato di Bose - Einstein di un gas di atomi di rubidio. A sinistra gas non condensato, al centro condensato in parte, a destra quasi puro condensato.

Il condensato di Bose-Einstein (o BEC, dall'inglese Bose-Einstein condensate) è un particolare stato della materia in cui i bosoni sono raffreddati a una frazione di grado superiore allo zero assoluto, iniziando a comportarsi come un unicum anziché come particelle separate e mantenendo anche a livello macroscopico tutte le proprietà quantistiche che esibiscono a livello microscopico: ad esempio comportandosi come onde e non come particelle.
Il BEC può essere formato a partire da gas a bassa densità di atomi ultrafreddi o da alcune quasiparticelle all'interno di solidi, come gli eccitoni o i polaritoni.
Teorizzato nel 1924 da Albert Einstein e Satyendranath Bose, fu osservato per la prima volta nel 1995.

## Proprietà e problemi

### Proprietà principale
La proprietà principale del condensato di Bose-Einstein sta nel fatto che le particelle che si trovano in tale stato esibiscono comportamenti quantistici apprezzabili su scala macroscopica.

### Problemi con la gravità
Per realizzare il BEC, di solito si confinano delle particelle in una cosiddetta 'trappola elettromagnetica' e le si colpisce ripetutamente con raggi laser ultra-precisi, che ne rallentano i movimenti fino a fermarle quasi del tutto, portandoli ad una temperatura vicina allo zero assoluto. Quando le particelle sono immobili, la trappola elettromagnetica viene rimossa e gli sperimentatori possono iniziare a eseguire le misure sul condensato; il problema, però, è che la gravità tende a perturbarne la stabilità, diminuendo il tempo a disposizione per gli esperimenti. Di qui l'idea di realizzare un BEC nello spazio, in condizioni di caduta libera, che imitano l’assenza di gravità.

### Problemi nella produzione
Se produrre un BEC a terra è parecchio complicato, nello spazio è ancora più difficile. Per riuscirci, gli scienziati del DLR hanno miniaturizzato l’apparato sperimentale in un chip con atomi di rubidio-87. Il chip è stato lanciato nello spazio, a una quota di circa 243 chilometri, e il rubidio si è raffreddato a circa -273,15 gradi Celsius (temperatura inferiore perfino a quella della nebulosa Boomerang). La miscela di rubidio ultrafreddo in caduta libera è passata allo stato di condensato di Bose-Einstein per circa sei minuti, prima di tornare sulla Terra.

## Storia

### Ipotesi (1924-1995)
All’inizio del ventesimo secolo, lo studio della natura quantistica della radiazione elettromagnetica ebbe importanti sviluppi. Max Planck determinò che la radiazione di un corpo nero "è comprensibile solamente ammettendo che la materia emette energia sotto forma di radiazione". Einstein nel 1905 ne concluse che `è la radiazione stessa ad essere quantizzata in quanti di luce, i fotoni, e negli anni seguenti gli studi sulla natura quantizzata della luce furono approfonditi.
Nel 1924 il fisico S.N. Bose della Dacca University in India mandò a Einstein un articolo in cui la legge di distribuzione di Planck per i fotoni era stata ottenuta sfruttando argomentazioni statistiche, senza ricorrere all’elettrodinamica classica. Einstein ne comprese l’importanza ed elaborò la teoria quantistica delle particelle bosoniche: nacque così il concetto di particelle obbedienti alla statistica di Bose-Einstein. Einstein osservò che, ammettendo la conservazione del numero di particelle, anche un sistema non interagente di particelle esibisce una brusca transizione di fase a temperature sufficientemente basse, la condensazione di Bose-Einstein. Per un lungo periodo, questo fu l’unico sistema fisico a spiegare il fenomeno.
Dopo l’osservazione del comportamento superfluido dell’elio {\displaystyle ^{4}He}, London propose nel 1938 che potesse essere la manifestazione della condensazione bosonica degli atomi di elio, e soprattutto negli anni ’50 e ’60 lo studio teorico di sistemi di bosoni portò a nuove conoscenze sul condensato di Bose-Einstein.
Dopo lo sviluppo del raffreddamento laser e delle prime trappole ottiche, negli anni ’60 e ’70, crebbe l’interesse nella realizzazione del BEC in un sistema diluito di atomi gassosi.

### La prima osservazione (1995)
Il padre dei BEC, pur senza averli realizzati, è considerato Daniel Kleppner del MIT. Iniziò ad interessarsi ai condensati a partire dal 1976, spinto dai suoi precedenti studi sull'idrogeno a spin polarizzato, che vicino allo zero assoluto rimane allo stato gassoso.
Nel 1995, al laboratorio NIST-JILA dell'Università del Colorado, i suoi studenti Eric Cornell e Carl Wieman produssero il primo BEC di rubidio, mediante tecniche di raffreddamento laser: gli atomi furono tenuti in una trappola magnetica e la radiazione a radiofrequenza utilizzata per “evaporare” le particelle più energiche, lasciando indietro quelle fredde e lente per formare la condensa di temperatura pari a circa {\displaystyle 6\cdot 10^{-8}K}. Una volta che ciò si verificò, la trappola fu disattivata e Cornell e Wieman eseguirono i primi esperimenti; sfortunatamente la forza repulsiva naturale tra gli atomi, che fa espandere la nuvola, la dissipò in meno di un secondo. Questa tecnica fu utilizzata fino al 2018, quando la missione Maius 1 portò alla produzione del primo BEC nello spazio, di durata più lunga. Assieme a Wolfgang Ketterle, i due vinsero il Premio Nobel per la fisica nel 2001.

### I primi studi (1995-2018)
Nel giugno del 1998 Kleppner e i suoi studenti osservarono il BEC di idrogeno, molto più difficile da creare di quello con atomi alcalini.
Alla Princeton University ipotizzano che la materia oscura possa esser composta da BEC.
Nel 2001 il gruppo INFM del LENS di Firenze ha prodotto il primo BEC di potassio-41 tramite una tecnica innovativa di contatto termico con un campione di atomi di rubidio in una trappola magnetica. Così la facilità di raffreddare a laser il rubidio ha fatto abbassare la temperatura a {\displaystyle 100nK}. Lo stesso anno in un esperimento al NIST è stato prodotto un condensato di rubidio-85 a 3 miliardesimi di kelvin: la più bassa temperatura mai ottenuta. 
I ricercatori così hanno potuto modificare le interazioni atomiche applicando diversi campi magnetici e creando una nova di Bose. In un altro esperimento, in un condensato è stato creato un vortice ad anello, creando un "solitone oscuro", un'onda che può propagarsi per lunghe distanze senza dissipare energia.
Nel 2002 un gruppo di fisici tedeschi ha proposto un metodo per indurre un gas di bosoni ultrafreddi a comportarsi da fermioni e a non condensare. Sempre nel 2002 l'Università di Innsbruck ha creato un BEC di cesio e un gruppo di fisici italiani ha dimostrato che un BEC può provocare il collasso di un gas di Fermi. La scoperta potrebbe anche aiutare i fisici a trasformare un gas di Fermi in un superfluido, sostanza priva di viscosità.
Nel 2003 all'Università di Innsbruck hanno creato il primo BEC molecolare di litio, usando laser per raffreddare la nube gassosa finché gli atomi della nube si sono accoppiati in molecole biatomiche di litio. Il condensato conteneva circa 150 000 molecole ed è durato 20 secondi, a differenza di altri BEC della durata di pochi millisecondi. Nel 2006 alla Scuola politecnica federale di Losanna (EPFL) fu creato il primo BEC di polaritoni.
Nel novembre del 2010 è stato osservato il primo BEC di fotoni.
Nel giugno 2013 un gruppo del NIST ha verificato l'effetto Hall quantistico di spin in un condensato di atomi di rubidio creando un prototipo di transistor spintronico. A dicembre 2013 l'IBM, in collaborazione con l'Università di Wuppertal in Germania, ha realizzato un BEC per pochi picosecondi a temperatura ambiente grazie ad un polimero luminescente collocato tra due specchi ed eccitato a luce laser.

### Maius 1 (2018-2020)
Dal 2018 si stanno tentando esperimenti per definire il condensato di Bose-Einstein realizzando per la prima volta una condensa nello spazio, grazie all’esperimento tedesco, in orbita terrestre, MAIUS.
Presi 100.000 atomi di rubidio, il raffreddarli a circa {\displaystyle 100nK}, un decimilionesimo di Kelvin sopra lo zero assoluto, ha provocato una nuvola super fredda che ha fatto comprendere le proprietà quantistiche degli atomi ultrafreddi, che non possono verificarsi nella gravità terrestre. Nello spazio, il condensato ha rivelato un alone di atomi di rubidio sciolti attorno ai bordi della nuvola. Grazie al modo in cui il materiale era raffreddato, questi atomi erano minimamente influenzati dalla trappola magnetica: la gravità infatti di solito li allontanava ma in caduta libera hanno creato una nuvola ultrafredda, utile per studi futuri.
La differenza fondamentale è che in orbita nello spazio ci si trova in condizioni di microgravità, per un tempo virtualmente infinito; sulla Terra queste condizioni possono essere realizzate solo per un tempo assai breve. In condizioni di microgravità, un condensato potrebbe raggiungere temperature dell’ordine del picokelvin, cioè mille volte ancora più vicine allo zero assoluto (-273,15 gradi Celsius). Sulla Terra, il limite è invece quello del nanokelvin, un miliardesimo di Kelvin.
Temperature così basse sono l’ideale per studiare le leggi della fisica fondamentale, e il tentativo di Lachmann lo dimostra: a MAIUS 1 sono occorsi soli 1,6 secondi per produrre un condensato di Bose-Einstein con circa 100.000 atomi, e in sei minuti sono stati condotti più di 80 esperimenti.
Liang Liu, ricercatore dell’Accademia cinese delle scienze a Shanghai, su “Nature” spiega in prospettiva l’idea di poter arrivare a una generazione di interferometri basato su questo fenomeno. Attualmente gli interferometri funzionano con l’interferenza della luce, molto sensibile alle variazioni della distanza percorsa dal raggio luminoso. L’idea è sostituire le onde luminose con onde di materia.
In meccanica quantistica, a ogni particella è associata un’onda; quanto più è veloce la particella, tanto più corta è la sua lunghezza d’onda, e viceversa. Il condensato di Bose-Einstein, per le sue particolari caratteristiche, può essere descritto come un'unica onda di materia che può essere suddivisa in due diverse componenti. Le due componenti possono poi essere ricombinate per generare figure d’interferenza molto sensibili alle perturbazioni esterne, e idealmente fornire il meccanismo fisico di base per realizzare sensori a onde di materia: gli interferometri quantistici, che permetteranno di effettuare esperimenti impossibili o difficili sulla Terra: la ricerca di onde gravitazionali in intervalli di frequenze attualmente inaccessibili, sottilissime violazioni della teoria della relatività generale di Einstein.

### Futuri studi (2020-presente)
Nel 2020, dopo i risultati sondati da Maius 1, il BEC è stato definito dalla comunità scientifica come stato della materia, dopo i canonici tre (solido, liquido e aeriforme) e lo stato plasmatico.
Per definire altre proprietà sullo stato e sulle proprietà quantistiche, la NASA ha programmato due missioni: la Maius 2 e la Maius 3, il cui risultato potrà aprire la strada a molte applicazioni, a partire da interferometri atomici da inviare nello spazio per condurre esperimenti molto precisi per verificare la relatività generale, a rivelare le onde gravitazionali e a misurare in modo preciso la gravità terrestre per vedere, ad esempio, i cambiamenti dei movimenti del magma nei vulcani, lo spostamento dei ghiacciai, le variazioni sottili del livello del mare.

## Temperatura critica
La transizione a BEC, ovvero l'occupazione macroscopica dello stesso stato quantico di particella singola, avviene al di sotto di una temperatura critica. Tale temperatura, per un gas uniforme consistente di particelle non interagenti con trascurabili gradi di libertà interni, vale
{\displaystyle T_{c}=\left({\frac {n}{\zeta (3/2)}}\right)^{2/3}{\frac {2\pi \hbar ^{2}}{mk_{B}}}\approx 3.3125\ {\frac {\hbar ^{2}n^{2/3}}{mk_{B}}}}
dove:

| {\displaystyle \,T_{c}}  | è | la temperatura critica espressa in Kelvin,                                |
| {\displaystyle \,n}      | è | la densità numerica delle particelle,                                     |
| {\displaystyle \,m}      | è | la massa dei bosoni,                                                      |
| {\displaystyle \,\hbar } | è | la costante di Planck ridotta,                                            |
| {\displaystyle \,k_{B}}  | è | la costante di Boltzmann                                                  |
| {\displaystyle \,\zeta } | è | la funzione zeta di Riemann; {\displaystyle \,\zeta (3/2)\approx 2.6124.} |

In presenza di interazioni tra le particelle del gas uniforme il valore della temperatura cambia e, se le interazioni sono deboli, si può calcolare mediante la teoria di Bogoljubov.
L'espressione di {\displaystyle \,T_{c}} si ricava dalla statistica di Bose-Einstein, cercando quando si ha degenerazione in un gas di Bose.

## Derivazione matematica
Il fenomeno della condensazione si può dedurre considerando un sistema di bosoni indipendenti, cioè non interagenti, liberi e di massa non nulla. La distribuzione di questi bosoni è la distribuzione di Bose-Einstein:
{\displaystyle f(\varepsilon )=\left[\exp \left({\frac {\varepsilon -\mu }{T}}\right)-1\right]^{-1}}
Per calcolare il numero totale di bosoni in un dato sistema bisognerebbe sommare su tutti i possibili livelli energetici. Invece grazie alla formula di Eulero è possibile sostituire la sommatoria discreta in un integrale nello spazio delle fasi, con un errore trascurabile.
{\displaystyle \sum _{i=0}^{\infty }f(\varepsilon _{i})\quad \rightarrow \quad {\frac {1}{(2\pi \hbar )^{3}}}\int d^{3}p\int d^{3}q\,f(p,q)}
In questo caso quindi si ottiene:
{\displaystyle \sum _{i=0}^{\infty }f(\varepsilon _{i})={\frac {1}{(2\pi \hbar )^{3}}}\int d^{3}p\int d^{3}q\,{\frac {1}{e^{\frac {\varepsilon -\mu }{T}}-1}}}
A questo punto si considerano i bosoni all'interno di un volume {\displaystyle V} e di energia: {\displaystyle \varepsilon ={\frac {p^{2}}{2m}}}, cioè quella di una particella libera, da cui deriva {\displaystyle p={\sqrt {2m\varepsilon }}}. Quindi il numero complessivo di bosoni è:
{\displaystyle {\begin{aligned}N&={\frac {V}{(2\pi \hbar )^{3}}}\int _{0}^{\infty }\,4\pi p^{2}{\frac {1}{e^{\frac {\varepsilon -\mu }{T}}-1}}\,dp\\&={\frac {2\pi V(2m)^{3/2}}{(2\pi \hbar )^{3}}}\int _{0}^{\infty }\,{\sqrt {\varepsilon }}{\frac {1}{e^{\frac {\varepsilon -\mu }{T}}-1}}\,d\varepsilon \end{aligned}}}
A questo numero non contribuiscono i bosoni appartenenti al primo livello energetico (stato fondamentale), per i quali si ha {\displaystyle \varepsilon =0}. Quindi questi sono tutti i bosoni appartenenti ai livelli eccitati {\displaystyle N_{\varepsilon }} e i bosoni appartenenti allo stato fondamentale sono
{\displaystyle N_{0}=N-N_{\varepsilon }}
dove {\displaystyle N} è il numero totale.
A temperatura {\displaystyle T=0} il potenziale chimico {\displaystyle \mu } è nullo. Si può supporre che per piccole variazioni di temperatura rispetto allo 0 il potenziale chimico vari poco, in modo che si possa approssimare {\displaystyle \mu \simeq 0}.
A basse temperature, con l'approssimazione di cui sopra, si può calcolare il numero di bosoni nel livello fondamentale:
{\displaystyle {\begin{aligned}N_{0}&=N-N_{\varepsilon }\\&=N-{\frac {2\pi V(2m)^{3/2}}{(2\pi \hbar )^{3}}}\int _{0}^{\infty }\,{\sqrt {\varepsilon }}{\frac {1}{e^{\frac {\varepsilon }{T_{0}}}-1}}\,d\varepsilon \\&=N-{\frac {2\pi V(2m)^{3/2}}{(2\pi \hbar )^{3}}}(T_{0})^{3/2}\int _{0}^{\infty }\,{\sqrt {x}}{\frac {1}{e^{x}-1}}\,dx.\end{aligned}}}
L'integrale è un integrale noto, chiamato {\displaystyle K_{3/2}=\zeta \left({\frac {3}{2}}\right)\Gamma \left({\frac {3}{2}}\right)} dove {\displaystyle \zeta (x)} e {\displaystyle \Gamma (x)} sono rispettivamente la funzione zeta di Riemann e la funzione Gamma di Eulero. Quindi:
{\displaystyle {\frac {N_{0}}{N}}=1-{\frac {2\pi V(2m)^{3/2}}{(2\pi \hbar )^{3}N}}(T_{0})^{3/2}K_{3/2}}
Si conclude che nel limite in cui {\displaystyle T_{0}} tende a {\displaystyle 0} i bosoni sono tutti nello stato fondamentale.